# The Words and the Days
The Words and the Days è un album in studio del trombettista e compositore italiano Enrico Rava, pubblicato nel 2007.

## Tracce
Tutte le composizioni sono di Enrico Rava, eccetto dove indicato.

1. The Words and the Days - 4:00
2. Secrets - 10:31
3. The Wind (Russ Freeman) - 4:44
4. Echoes of Duke - 6:36
5. Tutù - 7:09
6. Sogni Proibiti (Rosario Bonaccorso) - 2:11
7. Todamor - 6:37
8. Serpent - 9:07
9. Art Deco (Don Cherry) - 3:18
10. Traps (Roberto Gatto) - 3:25
11. Bob the Cat - 5:57
12. Dr. Ra and Mr. Va - 9:11

## Formazione
- Enrico Rava - tromba
- Gianluca Petrella - trombone
- Andrea Pozza - piano
- Rosario Bonaccorso - basso
- Roberto Gatto - batteria